# Візуалізація

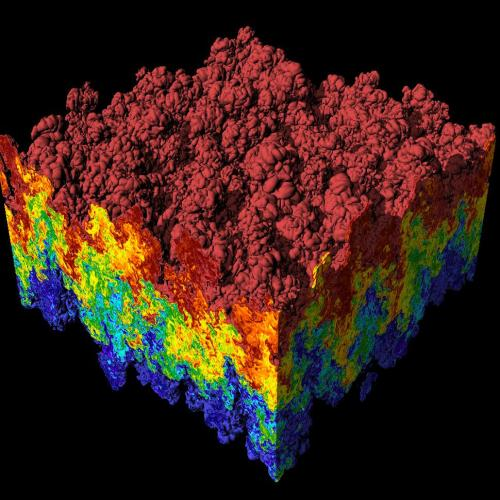

Візуалізація — унаочнення, створення умов для візуального спостереження.
Візуальний (рос. визуальный, англ. visual, нім. visuell) — спостережуваний неозброєним оком або за допомогою оптичного приладу.
Візуальний вимірюваний прилад — прилад, в якому є шкала для вимірювання спостережуваної величини неозброєним оком.
Візуальна система — оптична система, призначена для роботи в сполученні з оком людини.
Візуалізація — це процес побудови графічного образу даних, що допомагає у процесі загального аналізу даних вбачати аномалії, структури.

## Рівні розвитку засобів візуалізації
Ця методологія складається з п'яти основних рівнів: основного, керівного, прогнозного, адаптивного та автономного.

### Основний рівень
На цьому рівні інфраструктура візуальних обчислень є інтегрованою системною платформою, що забезпечує візуальні додатки необхідними обчисленнями й обчислювальними ресурсами. Зазвичай роль системного інтегратора полягає у визначенні необхідних інструментів, початковій ініціалізації обчислювальних ресурсів та керування розподілом даних. Інколи йому надаються засоби керування для прийняття технічних рішень, таких як: безпека даних, застосування паралельних обчислень, авторизація тощо.

### Керівний рівень
Особливістю цього рівня є наявність в інфраструктурі системи керованих сервісів, що забезпечують зв'язок між інтерфейсом користувача й системною платформою. Згадана система сервісів містить інформацію щодо наявності даних і ресурсів та призначена для обслуговування візуальних додатків відповідно до динамічних потреб користувачів. Ефективне керування додатками забезпечується підтриманням сучасних сервісних функцій (інтерактивних, розподілених, мобільних) для здійснення задач візуалізації.

### Прогнозний рівень
Ознакою цього рівня є наявність інформаційного прошарку між інтерфейсом користувача й сервісним забезпеченням, метою якого є збирання, відслідковування й виправлення даних взаємодії користувача й системного виконання. Прогнозований рівень забезпечує користувачів аналітичними даними, які можуть показати якість результатів візуалізації й ефективність візуальних інструментів. Крім того, застосування інформаційного прошарку дає змогу здійснити швидшу й кращу специфікацію завдання, відображаючи можливі задачі й рекомендуючи необхідні інструменти й візуальне подання.

### Адаптивний рівень
На цьому рівні спроєктована інфраструктура містить адаптивний прошарок, особливістю якого є те, що, ґрунтуючись на зібраній інформації, спроєктована система здійснює процедури самоконфігурування, самооптимізації й самовідновлення.

### Автономний рівень
Ознакою цього рівня є заміна звичного інтерфейсу користувача на інтелектуальний, допускає перетворення інформації на знання й забезпечує користувача розширеною довідкою. Він може охоплювати специфікацію завдань візуалізації, планування взаємозалежних робіт, організацію неопрацьованих даних та результатів візуалізації, керування безпекою, перевірку якості обслуговування й результатів, організацію розподілу даних між користувачами.

## Візуалізація у різних галузях науки

### Візуалізація фізичних полів

#### Електромагнітне поле

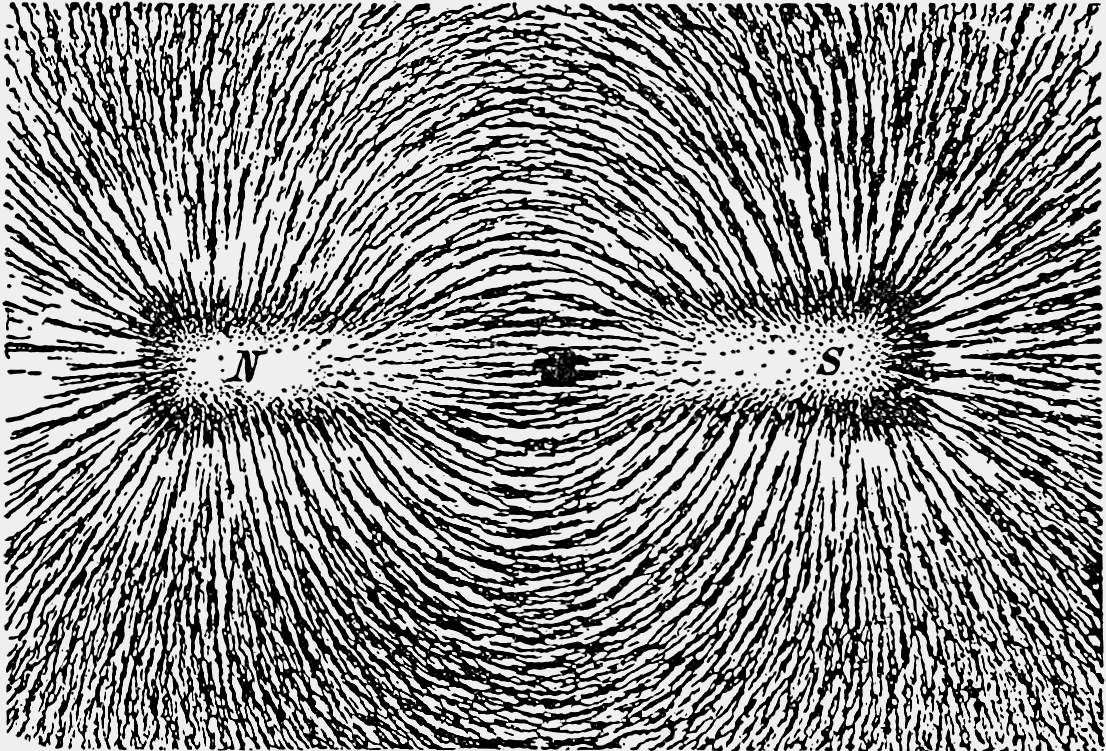
Силові лінії постійного магніту, візуалізовані за допомогою залізних ошурків

Електромагнітні поля візуалізуються за допомогою різних методів: від використання залізних ошурків для візуалізації силових ліній стаціонарного магнітного поля до використання ефекту Керра для візуалізації малих за характерним розміром магнітних полів на оптично гладкій поверхні.

#### Візуалізація течій
У потоках рідин і газів зазвичай візуалізують поля швидкостей, тиску і температури; результат такої візуалізації іноді називають спектром потоку.
Для візуалізації течій рідин або газів застосовуються різноманітні прийоми, за допомогою яких можна спостерігати лінії течії, зони відриву прикордонного шару, вихори, стрибки згущення, а також інші характеристики потоку (турбулентність, нестаціонарність) або безпосередньо (очима), або за допомогою спеціальних оптичних приладів.

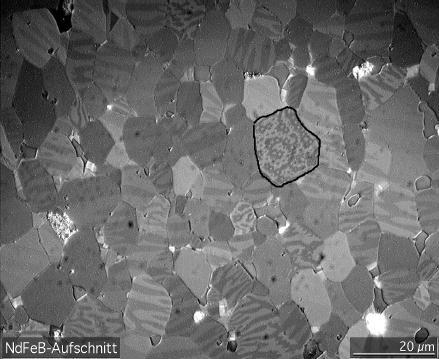
Магнітні домени в неодимовому магніті, візуалізовані за допомогою мікроскопа Керра

Для візуалізації потоків використовуються багато методів:
- введення в потік струменів диму (для газу) або забарвленої рідини через спеціальні сопла для візуалізації ліній течії;

- введення в потік частинок-трасерів (кульок, бульбашок, алюмінієвої пудри, тощо) для візуалізації областей відриву і вихорів;

- прикріплення до поверхні, що обтікається, тонких ниток для визначення параметрів потоку щодо зміни їх напрямку (наприклад, в зоні відриву потоку нитки коливаються через нестаціонарності);

- нанесення на поверхню тіла, яке обтікається, крапель або плівок спеціальної рідини (пофарбованої, з твердими домішками або флюоресцентної) дозволяє отримати уявлення про граничні лінії течії і тертя на межі тіла;

- нанесення на поверхню тіла термочутливого покриття з метою візуалізації межі

турбулентних зон;
- використання тонкої світлової площини для підсвічування частинок, внесених в рідину або газ в певному зрізі потоку (так звані «паровий екран», «лазерний ніж»).

### В архітектурі
У архітектурі візуалізацією називають графічне відображення проєктованої споруди або місцевості, що її оточує. Сучасна візуалізація реалізується за допомогою комп'ютерів, що дозволяє створювати фотореалістичні зображення архітектурних форм.

### У комп'ютерній графіці
У комп'ютерній графіці візуалізацією (рендерингом) називають процес отримання зображення за комп'ютерною моделлю.

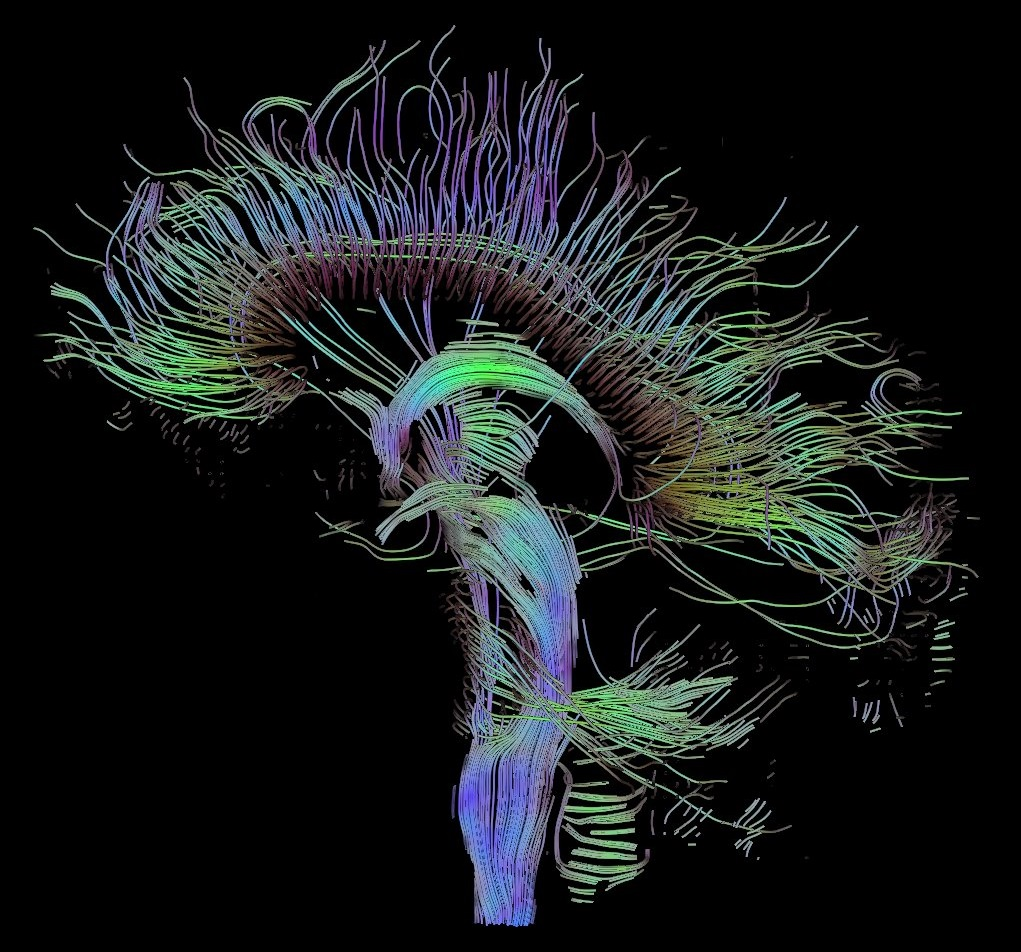
Трактографічна реконструкція нейронних волокон (Дифузійна МРТ)

### В медицині
Докладніше: Медична візуалізація, Нейровізуалізація

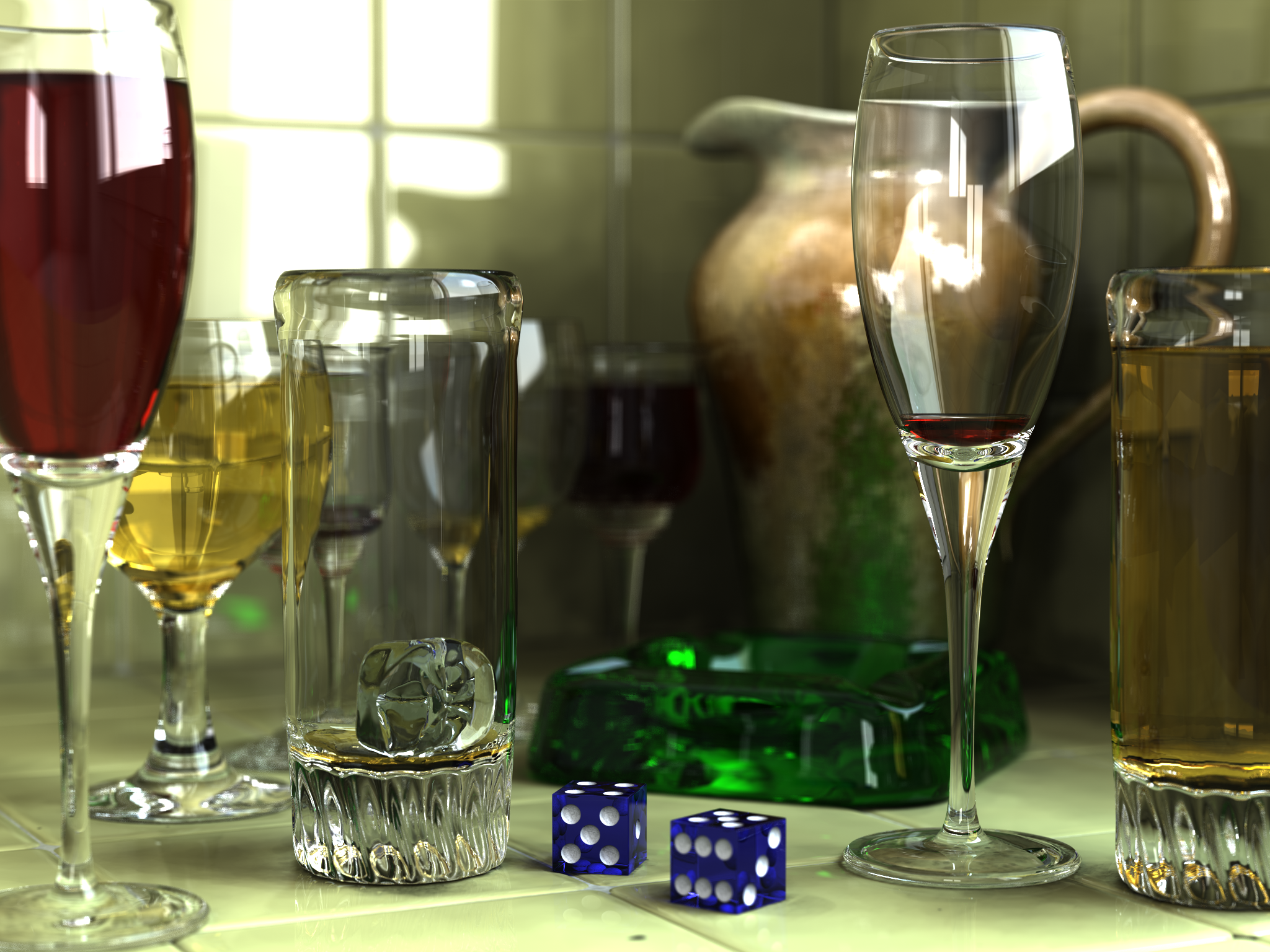
Фотореалістичне зображення, створене за допомогою програми POV-Ray